# Rhizedra vectis
Rhizedra vectis là một loài bướm đêm trong họ Noctuidae.